# Озёрный край
Озёрный край (англ. Lake District) — горный регион в Северо-Западной Англии, в графстве Камбрия. Территория историко-культурной области практически совпадает с Камберлендскими горами. Озёрный край включён в список Всемирного наследия ЮНЕСКО.
Край знаменит своими живописными горными и озёрными ландшафтами. Крутые горы, низкие зелёные долины, загадочные озёра, стали вдохновением для многих поэтов и художников, включая живших здесь Вордсворта и Беатрис Поттер (см. озёрная школа).
Назван по обилию озёр, включающих четыре крупнейших в Англии — Уиндермир, Алсуотер, Бассентуэйт, Деруэнт-Уотер. Также на территории заповедника находится гора Скофел-Пайк, являющаяся самой высокой точкой Англии.
На территории края расположен национальный парк Лейк-Дистрикт.

## География

### Общая география
Край растянулся на 55 км в ширину. Территория области сформировалась в результате оледенения, которое закончилось 15 тыс. лет назад. Здесь есть широкие долины, образовавшиеся в результате воздействия ледников и имеющие U-образную форму, в большинстве из которых сегодня расположено множество озёр.
В наиболее возвышенных районах находятся каровые озера. Более высокие горы имеют скалистую структуру, более низкие холмы представляют вересковую пустошь, покрытую папоротником и вереском. Ниже находится лесистая местность, где старинные дубы соседствуют с соснами. Бо́льшую часть местности занимают болота, что является следствием частых дождей.

## Туризм
В конце XVIII века территория Озёрного края становится популярной среди туристов. Частично это результат войн в континентальной Европе, снижающих возможность путешествовать туда. В 1778 году отец Томас Уэст (Father Thomas West) выпускает «Гид по озёрам», что является началом современной эры туризма для этого района.
Западная часть Озёрного края имеет множество смотровых площадок («станций») — они созданы здесь давно и имеют большую эстетическую ценность. В нескольких местах здесь сооружены здания, которые появились здесь ещё в те времена для поощрения туристов. Части от построенной здесь когда-то станции Клейв можно видеть и сегодня.
Английский поэт Уильям Вордсворт, опубликовавший свой «Путеводитель по озёрам» в 1810 году, до 1835 года выпустил 5 изданий этой книги. Своим самым любимым местом Вордсворт называл Даддонскую долину на юго-западе этой местности.
Железные дороги приводят к дальнейшей экспансии туризма. «Железная дорога Кендал и Виндермир» стала первой, проникшей вглубь озёр, достигшей города Кендал в 1846 году и Виндермир в 1847 году. В эти годы происходит расширение сети железных дорог, и они достигают ещё нескольких городков озёрного края. Построенные здесь железные дороги позволяют существенно увеличить поток туристов, что вносит большой вклад в развитие индустрии туризма региона. Железные дороги создаются здесь в добавление к пароходному транспорту, существующему на многих озёрах.
Рост туризма продолжается с появлением автомобилей. В это время происходит снижение роли железных дорог в жизни региона. Образование Национального Парка в 1951 году было мерой от чрезмерного развития коммерческой деятельности в регионе с целью сохранения природы в первозданном виде. Главной автомагистралью, ведущей сюда, является M6 (англ.), которая находится в восточной части парка. Узкие дороги представляют здесь большую проблему; начиная с 1960-х годов центральные участки очень загружены. В то время, как автомобильные и железные дороги предоставляют более простой доступ к парку, появляется «Иллюстрированный гид по холмистой земле озёр». Первое издание появляется в 1950-х годах и описывает 214 вершин парка, с очень хорошо иллюстрированными панорамами и картами маршрутов, а также историями и отступлениями от темы. Гид широко использовался туристами. Позже этот путеводитель был отредактирован Крисом Джести, который учёл здесь все изменения туристических маршрутов, произошедших в последнее время.

Панорамный вид на Кезик с вершины горы Уолла-Крэг

## Экономика

### Сельское хозяйство и лесоводство

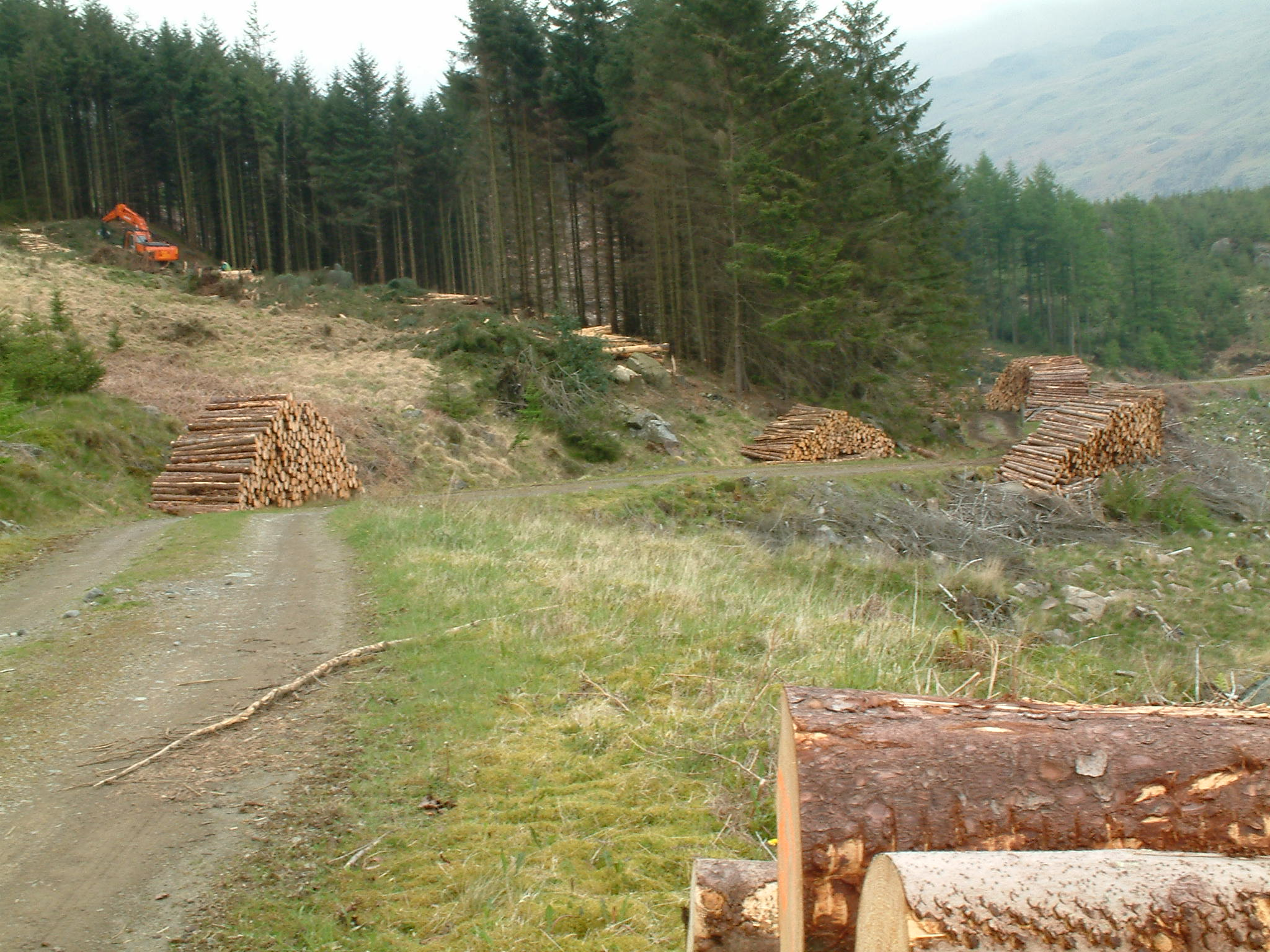
Заготовка леса

Сельское хозяйство, в особенности разведение овец, было главной отраслью экономики области со времён римского завоевания Британии. Овцеводство остаётся важной сферой для экономики и сохранения культурных традиций и сейчас. Однако регион сильно пострадал от эпидемии ящура в 2001 году.
Лесное хозяйство также получило большое развитие за последнее столетие.